# Даниил Шужгорский
Даниил Шужгорский — чудотворец, преподобный Русской православной церкви, живший в конце XVI века; основатель Даниилова Шужгорского Спасо-Преображенского монастыря.
Даниил родился в городе Москве. В монашество постригся в Корнилиево-Комельском монастыре и жил там некоторое время.
Оставив монастырь, Даниил Шужгорский удалился в пустынное место и на горе Шужгоре Белозерского уезда Новгородской губернии основал Спасо-Преображенский монастырь, известный сейчас как Даниилов Шужгорский Спасо-Преображенский монастырь.
Других сведений о жизни преподобного Даниила почти не сохранилось; известно только, что скончался он в конце XVI века. Мощи его почивают под спудом в Преображенской церкви бывшего монастыря.
Память его празднуется 21 сентября и в неделю Всех Святых (3-я неделя по Пятидесятнице).